# Masdevallia cretata
Masdevallia cretata är en orkidéart som beskrevs av Carlyle August Luer. Masdevallia cretata ingår i släktet Masdevallia och familjen orkidéer. Inga underarter finns listade i Catalogue of Life.